# Боян Петров
Вижте пояснителната страница за други личности с името Боян Петров.
Боян Петров, наричан от приятелите и колегите му Съни, е български зоолог, еколог, спелеолог и алпинист, работил в Националния природонаучен музей при БАН в София.
Заедно с Атанас Скатов е българинът с най-много изкачени осемхилядници – 10, като това постига без използване на кислород и без шерпи. Има най-много първи български изкачвания на осемхилядници, общо 4 (Гашербрум I, Кангчендзьонга, К2 и Манаслу). Изчезва в началото на май 2018 г. при опит да изкачи връх Шиша Пангма.

## Биография
Боян Петров е роден на 7 февруари 1973 г. в София в семейство на работещ в куклен театър баща и майка художник. Израства и живее в столичния квартал Княжево, в полите на Витоша. Увлича се от пътуванията, пещерите, планините и дивата природа от дете. Завършва Софийския университет „Св. Климент Охридски“ през 1997 г. като магистър със специалност зоология и екология. Продължава кариерата си в Националния природонаучен музей при Българската академия на науките в София, в края ѝ в Отдел Безгръбначни животни. Активно участва в кампании в подкрепа на опазването на защитените територии и биологичното разнообразие в България. Семеен, има две деца, Тея и Явор.
На два пъти боледува от рак и успява да се излекува. От 2000 г. има инсулинозависим диабет тип 1. През 2008 г. при катерене в Алпите пада и си чупи крака. На слизане от връх Гашербрум II през 2009 г. пропада в ледникова цепнатина, от която бива изваден от група испански алпинисти. През 2013 г. претърпява катастрофа с мотор и получава ново счупване на крак. Въпреки това на следващата година прави рекордни изкачвания на Кангчендзьонга, Броуд Пик и К2 с пирони във възстановяващия се крайник. След слизането от К2 в базовия лагер получава диабетична хипогликемична криза, губи съзнание и успява да се възстанови с помощта на полски алпинисти. Подобна криза преодолява и при успешното изкачване на Нанга Парбат през 2016 г., където предварително инструктираните от него алпинисти Феран Латоре и Елиас Милеру му помагат бързо да се върне към нормално състояние.  Поради това алпинистът Петко Тотев оценява приемания от него риск като „тотален“.
На 23 август 2016 г. по време на екологичен мониторинг по трасето на бъдещата Автомагистрала „Струма“ в Кресненския пролом е ударен от преминаващ лек автомобил. Получава счупвания на ребрата и крайниците, черепно-мозъчна травма с хематом и бива хоспитализиран във Военномедицинска академия в София в тежко състояние с опасност за живота. В началото на ноември 2016 г. прави първия си лек преход след катастрофата, а в началото на декември подновява тренировъчните си изкачвания от Княжево до Копитото във Витоша. През следващата година изкачва Гашербрум II и Дхаулагири с пирони в единия крак.
Постиженията му във височинния алпинизъм, борбата със заболяванията и гражданските позиции го превръщат в медийна знаменитост в България. На три пъти, през 2014, 2015 и 2017 г., получава Годишната награда на Българската федерация по катерене и алпинизъм, а през 2016 г. е избран за „Мъж на годината“.
На 20 май 2018 година, 17 дни след като Боян Петров е забелязан за последен път преди да изчезне при опит за изкачване на връх Шиша Пангма и 4 дни след прекратяване на неуспешното издирване, многолюдно шествие изкачва тренировъчната му пътека от Княжево до Копитото в знак на почит към личността му.
На 21 юни 2018 г. в Големия салон на Българската академия на науките е проведена тържествена церемония в памет на Боян Петров. В специална изложба са показани материали и записки от експедициите на българския алпинист и зоолог, открил множество нови видове животни, някои от които носят името му.
На 14 юли 2018 г. посмъртно е удостоен със званието „Почетен гражданин на Перущица“, откъдето произхожда част от рода му. В същия ден няколкостотин души организирано се изкачват на Мальовица в знак на почит към Боян Петров. Тя е последният му български връх преди изчезването в Хималаите.

## Научна дейност
Боян Петров работи в областта на разпространението, биологията и екологията на прилепите, херпетологията – разпространение и биология на земноводните и влечугите. Изучава пещерите и пещерната фауна на България, Балканския полуостров (Албания, Гърция, Република Македония, Черна гора, Косово, Хърватия, Турция) и Китай, фауната на високите планини по света, таксономия и зоогеография на псевдоскорпионите. Открил е повече от 20 нови за науката вида безгръбначни животни.
Експерт е по прилепи, земноводни, влечуги и пещерна фауна в над 50 проекта за оценка на фаунистичното разнообразие в национални и природни паркове, резервати, защитени местности, защитените зони от Натура 2000 и природни забележителности. Координатор е на национални и международни проекти за изследване биологията, екологията и опазването на прилепите. Консултант е на държавни институции, неправителствени организации, популярни списания и онлайн издания. Оценител е на проекти в областта на биологичното разнообразие, управление и проучване на защитени територии. Автор е на десетки експертни оценки, становища, инструкции, рецензии, отчети, научнопопулярни статии и пътеписи. Презентатор с богат опит в България и чужбина. Член на Консултативния комитет към Споразумението за опазване на популациите на европейските прилепи EUROBATS. Координатор на Центъра за изследване и защита на прилепите към Националния природонаучен музей.
Работи в сътрудничество за изясняване на видовия статус на кримския гущер (с Николаос Псонис и колектив) и балканския гекон (с Олег Кукушкин и колектив) на Балканския полуостров. В Албания установява нов за страната вид гущер, включен в Световната Червена книга. Установява наличието на котешка змия в Източните Родопи.
През 2009 г. е ухапан от усойница в Осоговска планина, води си детайлни записки за симптомите и времето на проявата им. След това, заедно с Александър Вестерстрьом и Николай Цанков, публикува научна статия в списание Toxicon, която описва първите медицински случаи на ухапване на хора от Vipera berus bosniensis в България и доказваща невротоксичното действие на отровата ѝ.
На негово име са кръстени шест животински вид – стоножката Balkanopetalum petrovi (Stoev & Enghoff, 2003) от пещери в Източните Родопи, мокрицата Trichoniscus petrovi (Andreev, 2002) от пещери в Западните Родопи, бръмбарите Gueorguievella petrovi (Giachino & Gueorguiev, 2006) от пещери край село Смилян, Смолянско и Eustra petrovi (Gueorguiev, 2014) от пещера в Юннан, Китай, водният охлюв Belgrandiella petrovi (Georgiev, 2014) от пещера Чучура край с. Станчов хан, Тревненско и дървеницата Scirtetellus petrovi (Simov, 2006) от високите части на Каракорум в близост до върховете К2 и Броуд пик.

## Спелеология и алпинизъм
Във времето от 1990 до 2018 г. Боян Петров прониква с научна и спортна цел в над 450 пещери и пропасти в България, различни балкански страни, Китай.
Участва в изследователски и спортни алпийски експедиции от 1990 г. До 2018 г. катери в планински масиви в България и на Балканите, в Казахстан, Франция, Италия, Испания, Турция, Пакистан, Иран, Непал, Киргизия, Таджикистан, Аржентина, САЩ, Русия, Кения, Уганда, Танзания и Китай.
Осъществява височинните си изкачвания, като отчита границите на своите възможности. Основната му цел е да достига до върховете без излизащи извън тях сложности и опасности. Не се стреми към най-трудни и рисковани начинания като зимни експедиции или прокарвания на нови маршрути, всичките му изкачвания на осемхилядници са направени по класически често използвани маршрути, но и не се включва в най-лесни комерсиални експедиции с предварително подготвено трасе и личен височинен носач или водач, популярно наричан шерп. В някои случаи катери в подбрана още преди заминаването група, в други със срещнати по време на пътуванията или в лагерите колеги, а в трети самостоятелно. Прави го без помощта на допълнителен кислород. При нужда според обстоятелствата дейно участва в поставянето на парапети, изграждането на лагери, биенето на пъртина и откатерването на технически сложни и опасни участъци. Предпочита лека екипировка и тънки дрехи, които позволяват бързо движение и възможно най-къс престой на големи височини, излагащи алпиниста на кислороден глад, ниски температури и ураганни ветрове.
Всички негови успешни изкачвания на осемхилядници са безспорно документирани със снимки и видеокадри, направени на най-високите им точки.

### Алпинизъм
В „Първите седем“ Боян Петров разказва:
| „ | Добре написаните книги за катерене и алпинизъм са едни от най-силните мотиватори за върхове, постижения и тренировки. Причината въобще да стана алпинист беше именно книга. През август 1990 г. във влака за Москва прочетох на един дъх „Свирепа арена“ на Джо Таскър. Бях 17-годишен ученик в 10-и клас и отивах заедно с малка група студенти на трекинг в Казахстан. Тогава думата „трекинг“ не я знаехме и му викахме „ходене“. Бях се прикачил по случайност към групата и освен няколкото летни ходения в различни части на Стара планина и Рила нямах друг планинарски опит. Описанията на изкачванията и преживяванията на Джо Таскър и партньорите му така ме впечатлиха, че с дни си мислех само за тях. Представях си гигантите К2 и Канчендзьонга, лагерите, трекингите, проблемите и изпитанията, които бяха преживели тези момчета. По това време още нямаше интернет или електронна обмяна на писма и информация. Всички картини и случки, описани в книгите, трябваше сам да си ги представяш. | “ |

Воден от това увлечение, Боян Петров започва да изкачва скални стени в най-високите български планини през 1990 г., като в началото използва неспециализирана, импровизирана, саморъчно, любителски или занаятчийски изработена екипировка. За първи път катери по лед през февруари 1992 г. Поради липсата на средства и развит пазар на стоки за алпинизъм в България придобиването на подходящ инвентар за ледено катерене му отнема няколко години. От февруари 1993 г. започва да участва в състезания по катерене в зимни условия, а от 2000 г. се включва и в традиционната алпиниада в Северния Джендем на връх Ботев.
След първите изкачвания в чужбина, направени в Казахстан, през лятото на 1992 г. пътува на автостоп с вече натрупалата информация и опит София Фотева до френските и италианските Алпи за общо 38 дни. Двамата катерят в районите на Шамони, Тре Чиме ди Лаваредо, Мармолада. Първата му успешно премината стена от над 1000 m е турът на Джовани Винацер и Еторе Кастильони на Мармолада. През следващите години продължава да пътува и катери в Алпите, Пиренеите и Апенинските планини.
През лятото на 2000 г. в състава на десетчленна експедиция на Българския алпийски клуб (БАК) Боян Петров се изкачва на първия си връх над 5000 m, Арарат в едноименната планина в Турция (5137 m). При достигането на най-горната му точка е изненадан от относителната лекота на изживяването. Не изпитва особена умора, главоболие или други въздействия на надморската височина при липса на аклиматизация, което му дава увереност да продължи да изкачва най-високите планини.
През 2001 г. е включен в първата му голяма петнадесетчленна Национална експедиция „Броуд пик 2001“, организирана от БАК и водена от Николай Петков. За 8 дни пропътува разстоянието от 6400 km между София и столицата на Пакистан Исламабад с камион, пренасящ екипировката на групата. На 23 юли Петко Тотев и Станимир Желязков осъществяват първото българско изкачване на Броуд Пик (8051 m) в Каракорум. На 26 юли в атака към върха тръгват и Николай Петков, Дойчин Боянов, Иван Павлов и Боян Петров, но заради влошаващата се метеорологична обстановка при силен вятър, мъгла и снеговалеж прекратяват опита след достигане до около 7350 m. На връщане към България пътуващата с камиона част от групата, включваща и Боян Петров, непланирано изкачва връх Демавенд (5671 m) в планината Алборз до Техеран, столицата на Иран. Участието му в тази експедиция той определя като преломен момент в живота му. То му дава не само опита от организирането на изкачване на осемхилядник, но и пристрастяващото изживяване на пътуванията в страните и големите планини на Азия.
През 2002 г. Федерацията на българските алпийски клубове (наследник на БАК) взема решение да проведе юбилейна експедиция до Еверест (8848 m) през 2004 г. в чест на двадесетата годишнина от първата българска експедиция до върха през 1984 г. и първото му българско изкачване от Христо Проданов. През май 2003 г. Боян Петров успешно преминава теста за включване в разширения състав на националния отбор по алпинизъм, като пробягва трасе от долната станция на Драгалевския лифт до Черни връх във Витоша. Представя се добре и в подготвителния лагер в Националната спортна база „Белмекен“, след което е включен в лагер-сбора „Памир – 2003“, целящ да продължи пресяването на алпинистите чрез изкачване на връх Ленин (7134 m) в планината Памир, Киргизстан. От общо 36 участници на върха успяват да стъпят 13 души, между които и Боян Петров с едно от двете най-добри времена за сезона. Поради недостатъчен опит в изкачвания около и над 7000 m в началото на 2004 г. при все още неокончателно утвърден състав на националната експедиция той решава да предприеме самостоятелно пътуване до връх Аконкагуа (6962 m) в Андите, Аржентина. Заминава по време на последните тестове в базата „Белмекен“ и успява да достигне най-високата му точка на 19 януари по непреминаван дотогава от българи маршрут с подход от базовия лагер „Plaza Argentina“ и подсичане по т. нар. „False Polish Glacier Traverse“. Веднага след слизането му е уведомен от ръководителя Николай Петков, че е отстранен от националната експедиция по „медицински съображения“. Едновременно огорчен и мотивиран, Боян Петров си поставя за цел да продължи самостоятелните си изкачвания на върхове с височини над 6000 и 7000 m. Експедицията до Еверест през април и май постига безкислородно изкачване на Дойчин Боянов, но е помрачена от разделяне и противопоставяне между няколко групи алпинисти, проблемна организация, нарушаване на предварителните планове, смъртни случаи и публични скандали. След нея националният отбор по алпинизъм престава да съществува.
Планът за лично развитие извън организирания алпинизъм е приведен в изпълнение още през същата година с изкачването на още два континентални първенци. Първият е връх Денали (6195 m) в Аляска, САЩ. Той е с най-голяма относителна денивелация на планетата, издига се на 6144 m над околния терен, и е разположен близо до Северния полярен кръг. Стъпва на най-високата точка на Северна Америка на 7 юли. Над лагер 4 на 4330 m изкачва по пряката и стръмна сравнително рядко използвана горна част на Западното ребро, непреминавана дотогава от българи, а слиза обратно по обичайния маршрут по Западния ръб. Преодолява близо 2000 m денивелация до върха за 7 часа и 20 минути, спуска се за 3 часа и 5 минути, като целият траверс му отнема 11 часа и 40 минути. Вторият е значително по-лесният първенец на Европа Елбрус (5642 m) в Кавказ, Русия. Изкачва и двата му върха на 31 август. Постигнатото през годината му дава увереност да катери сам, без да прави големи паузи между върховете. Ражда се идеята му да се опита да приложи този подход и към изкачванията на най-високите върхове в Хималаите и Каракорум.
Натрупаните от успехите през 2004 г. опит и самочувствие подтикват Дойчин Боянов и Боян Петров, основали заедно Спортен клуб „Вертикален свят“, да започнат да правят още по-смели планове за клубно изкачване на втория по височина и един от най-опасните и технически трудните осемхилядници, К2 (8611 m) в Каракорум, Пакистан. За осъществяването им те се свързват с полски алпинисти с предишни опити на върха, с които организират съвместна експедиция. Финансирането на българите, между които са и Иван Темелков и д-р Любомир Младенов, се осигурява чрез лични контакти с различни спонсори, включващи частни и държавни компании, свързана с правителството малка политическа партия и Министерството на младежта и спорта. Българо-полската група достига до базовия лагер на 19 юни и започва аклиматизация и изграждане на височинни лагери по реброто Абруци. След като за девет дни склонът бива оборудван до около 7100 m, започва продължителен период с бурни ветрове и снеговалежи, по време на който части от лагерите по подготвения маршрут са разрушени. Малко след средата на юли преди началото на къс тридневен прозорец с добро време Дойчин Боянов и Боян Петров се отправят към върха. В нощта на атаката на 22 юли силен вятър и ниски температури ги принуждават да се върнат назад след достигане до около 8200 m. Полската част от експедицията изобщо не предприема опит за атака, а Дойчин Боянов и Боян Петров остават най-високо изкачилите се на върха за този сезон. 2005 г. се оказва нулева за алпинизма на К2.
Въпреки отбелязаната поредица постижения на Ленин, Аконкагуа, Денали и Елбрус и опита от К2 експедициите до върхове с височина над 5000 m през следващите няколко години намаляват. Между 2005 и 2009 г. е осъществено само едно такова изкачване, през 2007 г. на Хан Тенгри (6995 m или 7010 m със снежната му покривка) в Тяншан, Казахстан. В експедицията се включват Владимир Владов и Марин Мичинов, опитни алпинисти от Габрово. Избран е маршрутът на В. Соломатов от 1974 г. през рамото на пик Чапаев от север. След самостоятелна атака Боян Петров стъпва на върха на 6 август в гъста мъгла, снеговалеж и брулещ вятър. Два дни след него до върха стига и Марин Мичинов. През юни 2008 г. в хода на подготовка за международна експедиция с английско и полско участие до Безименната кула на Транго Тауър (6239 m) в Каракорум, Пакистан, се подхлъзва докато изкачва на скална стена в италианските Алпи и при падането чупи петата си. Следващите върхове са достигнати през февруари и март 2009 г. при семейно пътуване с Радослава Ненова, втората жена на Боян Петров, до най-високите планини на Африка. С нея се запознава като водач на курс по алпинизъм, който тя посещава. Двамата се изкачват на Ухуру (5895 m) в Килиманджаро, Танзания, и Маргарита (5109 m) в Маунт Стенли, Уганда, а по стръмните скални склонове на връх Батиан (5199 m) в планината Кения, разположена в едноименната държава, се изкатерват до 5100 m.

### Изкачени осемхилядници

#### Гашербрум I
През ноември 2008 г. Николай Петков предлага на група от осем алпинисти, включваща и Боян Петров, през 2009 г. да се проведе експедиция в чест на 80-ата годишнина от основаването на БАК. Целите ѝ са първо българско изкачване на Гашербрум I (8080 m) и опит за изкачване на Гашербрум II (8035 m) в Каракорум, Пакистан. Въпреки началния оптимизъм намирането на средства се оказва трудно. Такива се предоставят от Държавната агенция за младежта и спорта и няколко частни компании, като Боян Петров получава подкрепа и от негов дългогодишен спонсор, фармацевтична компания, производител и вносител на инсулин. Събраните пари се оказват недостатъчни и за участието си в експедицията той доплаща 3500 щатски долара от личните си спестявания. Окончателният състав постепенно намалява до четирима души, Николай Петков, Дойчин Боянов, Николай Вълков и Боян Петров. Проблемно се оказва и получаването на визи за Пакистан, за навременното им издействане се прибягва до помощта на лични познанства и българското посолство в Румъния. Групата отпътува от България на 15 юни. Базовият лагер под Гашербрум I е устроен на 28 юни. В него българите срещат една от звездите на световния алпинизъм, швейцареца Ули Щек (1976 – 2017), подготвящ се за първото си изкачване на осемхилядник. По време на почивките там те са поздравени по телефона от политика Тошо Пейков и бившия цар и министър-председател Симеон Сакскобургготски. Лагер 1 е общ за Гашербрум I и Гашербрум II, а пътят до него преминава през ледникови цепнатини, в една от които Боян Петров пропада и успява да се измъкне с големи усилия. Групата подготвя маршрута между лагер 2 и 3 и разузнава склона до 7300 m. При слизането към базовия лагер Боян Петров претърпява удари от неголеми лавини. След няколкодневно възстановяване алпинистите тръгват към върха. Той избива пъртината до лагер 3. Атаката е проведена на 26 юли в ясно време по склон със скални, опасни заледени и добре фирновани участъци. Нощният студ го принуждава да спре, да се събуе и да масажира мръзнещите пръсти на краката си за около 20 минути. Постепенно той застига и изпреварва останалите българи, движещи се по различни линии. В последния участък под предвърховия гребен се налага да гази в сняг до кръста. При пълно безветрие, слънчево време, прекрасни гледки и температура едва –2 °C Боян Петров изкачва първия си осемхилядник. Половин час по-късно на върха се събират всички българи. Слизането не протича съвсем леко, той се подхлъзва, пързаля се през няколко прагчета и успява да се спре след около 40 m свличане по склона. На следващия ден в лагер 1 съобщава на тримата си сънародници, че желае да направи опит и на Гашербрум II, но те предпочитат да прекратят експедицията след първия успех. Разколебан относно правилността на решението си, Боян Петров остава в лагера, за да продължи към втория връх сам. Предприема две последователни атаки, при първата от които е спрян от виелица, мъгла и вятър, а при втората достига до около 80 хоризонтални и 15 вертикални метра от най-високата точка, но бурен вятър го поваля и го отказва да рискува да премине по последния остър ръб с неустойчив сняг преди нея. При трекинга по обратния път минава през прохода Гондогоро Ла, където претърпява последното си премеждие за експедицията, пропада дълбоко в ледникова цепнатина. Не стига до дъното ѝ, а се стоварва върху малък леден мост в нея, на който престоява няколко часа, преди да бъде изтеглен от колеги алпинисти.
Поредицата успехи и опити от 2009 г. е продължена през август 2010 г. с два седемхилядника в Памир, Таджикистан. Подготовката за тях представлява семейно изкачване с Радослава на Монблан (4809 m) в Алпите. И двете цели, Корженевская (7105 m) и Исмаил Сомони (бивш Комунизъм, 7495 m), се достигат от общ базов лагер. В експедицията се включват четирима българи, по една двойка от алпийските клубове „Вертикален свят“ и „Планинец“. Избрани са най-често използваните маршрути. В края ѝ са постигнати общо четири български изкачвания, три на Корженевская и едно на Исмаил Сомони. С интервал от десет дни Боян Петров стъпва и на двата върха, при това с първи изкачвания за сезона, на Корженевская сам, а на Исмаил Сомони при втори опит в партньорство с руски алпинист.

#### Кангчендзьонга
През зимата и пролетта на 2013 г. тече подготовка за нова лятна експедиция на К2, но плановете са прекъснати от катастрофа с мотопед и тежко счупване на крак.
Усилените тренировки продължават през октомври 2013 г. На 7 април 2014 г. Боян Петров за първи път пристига в Непал, за да предприеме първото си изкачване в Хималаите. Експедицията е финансирана от българския представител на американската фармацевтична компания, производител на медикаменти за диабетици и дългогодишен негов спонсор. В Катманду установява, че е забравил качественото си яке в София и си купува „менте“ за 40 щатски долара. Присъединява се към групата на руския алпинист Денис Урубко, вече стъпвал на всички 14 осемхилядници, с намерение да изкачи връх Кангчендзьонга (8586 m) от северния му базов лагер. По време на трекинга Урубко решава да прекрати съвместното начинание с мотивите, че не познава добре българина, а той е и диабетноболен, поради което е най-добре да се прибере у дома, за да се лекува. Останал сам, Боян Петров наема носачи и се отправя към южния базов лагер от другата страна на масива. Експериментира с олекотени аклиматизационни изкачвания и слизания, при които постоянно носи със себе си една палатка, спален чувал, примус и храна. Стига до извода, че това е начинът за солово катерене. В базовия лагер е изнудван от шерпи да заплати такса за използване на парапетите по маршрута нагоре. Въпреки натиска отказва да даде пари, като вместо това се договаря да помогне с изнасянето на въже до 7000 m. На 13 май предприема първа неуспешна атака, при която поради мъгла и сложен релеф навлиза в грешен кулоар с голям наклон и технически трудни за самостоятелно катерене скали. След няколко дни почивка на 20 май 2014 г. става първият българин, изкачил третия по височина връх в света Кангчендзьонга, както и първият диабетик, изкачил се на такава височина и без помощта на допълнителен кислород. Над 8400 m има слухови халюцинации, но успява да се овладее и да приключи успешно изкачването. По обратния път през селата в долините под върха получава тежка хипогликемична криза, от която се съвзема след 14 часа сън. Както и при предишните експедиции по време на трекинга, край базовия лагер и по маршрута към върха наблюдава животинския свят и при възможност събира образци от него за Националния природонаучен музей с изследователска и експозиционна цел.

#### Броуд Пик
Плановете за 2014 г. не се ограничават до един успех и са много по-дръзки. Предварителната подготовка е прицелена в летни опити на още два осемхилядника в Каракорум, Пакистан, Броуд Пик (8051 m) и К2 (8611 m). Средствата за експедицията до тях са осигурени от Министерството на младежта и спорта и частна компания. Боян Петров заминава заедно с алпиниста Младен Данков, но този път при пътуването по „Каракорум хайуей“ и по време на трекинга по ледника Балторо до базовите лагери на Броуд Пик и К2 го придружава и жена му Радослава Ненова. След кратък престой в подножията на гигантите тя поема по обратния път, а двамата алпинисти се заемат с аклиматизационни изкачвания и подготовка на маршрута и лагерите по него. В началото на юни към тях се присъединява и Иван Томов, млад алпинист с един предишен опит на осемхилядник. Въпреки че единствената му подготовка непосредствено преди пристигането е ходенето при трекинга, той успява бързо да догони колегите си в аклиматизацията. Междувременно Младен Данков постепенно развива проблеми с храненето във височинните лагери и започва да губи сили. Поради нетърпение, чувствайки се в отлична форма, в края на месеца Боян Петров прави първа самостоятелна атака на Броуд Пик. Не успява да се ориентира и да намери верния път, навлиза в труден терен, разколебава се и се отказва при достигане до около 7700 m. На 11 юли предприема втора самостоятелна атака, спряна поради изтощително газене на дълбок сняг. На връщане от нея пропада на около два метра в ледникова цепнатина. След втория неуспех започва период с нестабилно време и силни ветрове над 7000 m, задържащ всички в базовия лагер. Около 20 юли прогнозите показват предстоящо подобрение и голям брой алпинисти се отправят нагоре. Младен Данков достига до лагер 2, но състоянието му се изостря и налага връщане обратно надолу. Боян Петров и Иван Томов продължават нагоре и на 23 юли, деня на атаката над лагер 3, излизат пред всички останали. На върховото било се редуват катерене по стръмни скални участъци и места, на които се гази в сняг над кръста. Българите вървят, вързани с 30-метрово въже. Боян Петров започва да чувства умора от дългото водачество и малко преди т. нар. Роки съмит (8035 m) Иван Томов поема разбиването на пъртината. В 13:45 ч. и двамата възлизат на Главния връх на Броуд Пик. При ясно и безоблачно време с далечни панорами българите остават на него близо цял час. Въпреки изтощението от пробиването на пътя до върха спускането до базовия лагер преминава без злополуки.

#### К2
В деня след слизането от Броуд Пик Боян Петров се сбогува с Младен Данков и Иван Томов, събира багажа си и заедно с местния готвач на експедицията се премества в базовия лагер под К2, намиращ се на няколко километра разстояние. Сезонът е в разгара си и изглежда особено успешен, маршрутът по реброто Абруци е обработен, местата във височинните лагери са запълнени, вече са направени и първите над 15 изкачвания. В базовия лагер експедициите празнуват шумно завръщането на алпинистите си. Времето е благоприятно и не налага дълго чакане. Единственият българин тръгва към върха, като достига направо до лагер 2. Нагоре се движи с поредната група изкачващи се, съставена от четирима поляци и италианец. Багажът на останалите е предварително разпределен по височинните лагери, докато Боян Петров трябва да носи всичко нужно в тежка раница. Теренът до последния лагер на около 8000 m му е познат от опита през 2005 г. и спомените за различните му части постепенно се завръщат. Условията сега са различни, склоновете са много по-оголени, скалисти и безснежни, отколкото преди. Около лагерите стои разпиляна храна, изоставена от експедициите, от консервите на която той се възползва. По пътя някой открадва пикела му, но липсата бива попълнена със случайно забелязан наоколо стар прав пикел. Дооборудва се с намерена край него велосипедна каска. Времето е променливо, но не твърде бурно. В лагер 4 нощта преди атаката е ясна и много студена. Тръгването към върха протича без тежките условия от 2005 г. Технически най-трудните места са преодолени с повишено съсредоточаване. Едва при излизането на върховия гребен откъм Китай задухва силен вятър, но целта е вече близо. В 9:11 ч. на 31 юли Боян Петров става първият българин, изкачил К2. На слизане още преди най-опасните места се спуска мъгла. Открива палаткатта си в лагер 4 с помощта на GPS. Тъй като усеща още сили, продължава да се спуска до лагер 3. Слизането е съпроводено от все по-силно влошаващи се метеорологични условия. Снегът не спира да вали цяла нощ и на сутринта палатката му е толкова затрупана, че се налага да бъде разрита отвън от други алпинисти. Въпреки нестихващата буря достигането до базовия лагер е благополучно. Оказва се, че Боян Петров е направил единствен за сезона „дабъл хедър“ (последователно изкачване на два осемхилядника), при това със световен рекорд в бързината, само за 8 дни. Той става и едва 35-ият човек, изкачил три осемхилядника за по-малко от 100 дни. Общо през лятото на 2014 г. на К2 стъпват 49 алпинисти, почти рекорден брой.
За тези впечатляващи успехи българският алпинист е поздравен с видеообръщение от легендата в световния алпинизъм Райнхолд Меснер.
Документалният му филм за изкачванията на трите върха „3 x 8000“ се излъчва в две части на 7 и 14 декември 2014 г. по БНТ 1 и БНТ HD.

#### Манаслу
2015 г. се оказва твърде натоварена със служебни задължения и плановете за нея се ограничават до една есенна експедиция към Манаслу (8163 m) в Хималаите, Непал. Към онзи момент това е последният със сигурност неизкачван от българи осемхилядник и стъпването на него е и въпрос на личен и национален престиж. В базовия лагер научава, че има неочаквана конкуренция в лицето на навлизащия в планинарството Атанас Скатов, член на комерсиална експедиция, готвещ се да се изкачи с помощта на кислород и шерпи. Боян Петров прилага смесена тактика за аклиматизация, като при подготвителните изкачвания не спи по-високо от 6200 m. Достига до върха на 30 септември още при първия опит при много леки метеорологични условия, –4 °C, слънчево и тихо време. На най-високата му точка е само по полар, нещо нетипично за осемхилядник. Слизането е благополучно, макар че заради изгасване на челника е завършено на светлината на фенерче на мобилен телефон. На следващия ден на Манаслу се качва и Скатов. Това е най-кратката експедиция на Боян Петров, 23 дни между пристигането в базовия лагер и отпътуването от него.

#### Анапурна
На 9 март 2016 г. обявява своя нов проект „Българин на 14х8000“, с който си поставя целта да стъпи на всички 14 осемхилядници. Към този момент той има успешни изкачвания на 5 от тях. На 30 април същата година изкачва най-смъртоносния осемхилядник, Анапурна I (8091 m) в Хималаите, Непал. Средства за експедицията се събират и с помощта на организиран от приятели оперен концерт. За първи път прилага тактика с възможно най-кратък престой във височинните лагери и много качвания и слизания от и до базовия лагер за по няколко часа с денивелация между 500 и 800 метра. Заради дълго задържали се ураганни ветрове общият престой под върха трае 49 дни. Прави неуспешен първи опит, при който е възпрян от силен вятър на около 7800 m. По време на него изпада в трудноконтролируемо треперене от студ, каквото не е получавал при нито една от другите му експедиции, и търси спасение в бързо слизане. Справя се при втората атака на 30 април, един ден преди останалите алпинисти. Сезонът се оказва най-успешен дотогава в историята на Анапурна с рекордни общо 30 изкачили се и нито един смъртен случай.

#### Макалу
След само два дни престой в Катманду на 7 май Боян Петров отлита с хеликоптер за базовия лагер под Макалу (8485 m). Аклиматизацията му от Анапурна прави продължителните тренировъчни излизания по маршрута ненужни. Заради прогноза за приближаващ прозорец със спокойно относително безветрено време решава да тръгне към върха още на 11 май. Склоновете до лагер 3 са вече подготвени и за два дни успява да се изкачи до него. В деня на атаката на няколко пъти обърква маршрута, връща се, губи височина и в следобеда поради напредващото време се отказва на около 150 вертикални метри под върха и се спуска до палатката си. На другия ден слиза до базовия лагер и възстановява сили за осем дни. На 19 май там пристига и Атанас Скатов. На 20 май при нова благоприятна прогноза всички алпинисти тръгват за нов опит, а Боян Петров ги последва на 21 май. На 23 май минава по вече познатия терен над лагер 3, среща Скатов малко под върха и стъпва на него заедно със сънародника си.

#### Нанга Парбат
След завръщането в България Боян Петров планира през 2016 г. да подобри постижението от 2014 г., в която успява да изкачи три осемхилядника. Третият в поредицата е един от най-трудните и смъртоносни върхове Нанга Парбат (8126) m в крайната западна част на Хималаите на територията на Пакистан. Върхът е отворен за катерене за първи път след 2013 г., когато терористи разстрелват 11 души в базов лагер. Като мярка срещу честото използване на непалски водачи пакистанските власти отказват достъп до страната на голям брой алпинисти, което забавя и създава значителни трудности при подготовката на маршрутите през сезона. На височина над 6100 m осигурителни въжета така и не са поставени. Голяма корейска експедиция, на чиито помощ и инвентар останалите катерещи разчитат, се оказва симулативна. Заедно с Иван Томов, партньор от Броуд Пик 2014 г., Боян Петров прави първа атака на 13 юли, но двамата объркват пътя поради мъгла, скриваща горната част на върха, и се отказват при достигане до около 7825 m. Иван Томов започва да дава признаци на височинна болест с белодробен оток, което прекратява експедицията за него. Останал сам, Боян Петров приема предложение на опитния испански алпинист Феран Латоре, имащ изкачени 12 осемхилядника, и планинския водач от Шамони Елиас Милеру да ги придружи при нов опит по прекия и стръмен маршрут на Кинсхофер. На 25 юли със съвместни усилия тримата стъпват на най-високата точка и остават единствените, изкачили върха през лятото на 2016 г. Това е и последният осемхилядник на Боян Петров за годината, тъй като по причина на напредналия сезон и влошените снежни условия той се отказва от първоначалните си планове да продължи с изкачване и на Гашербрум II в Каракорум.

#### Гашербрум II
Първоначалните планове за 2017 г. са вече традиционно амбициозни и включват Чо Ою (8201 m) и Еверест (8848 m) през пролетта и Гашербрум II през лятото, но към месец март непълното възстановяване от тежкия автомобилен удар през август предната година налага тяхното отлагане и съкращаване. Макар че не е успял да възвърне най-добрата си форма и към юни, Боян Петров се отправя към Каракорум заедно с алпиниста Слави Несторов с намерение да изкачи последния оставащ му пакистански осемхилядник Гашербрум II (8035 m). В състава на експедицията влизат още и трима поляци. Базовият лагер е достигнат на 21 юни и след двудневна почивка алпинистите започват да излизат по маршрута. Първите за сезона прекосявания на опасния ледник в подстъпите към върха и строенето на височинни лагери протичат по план. Боян Петров поставя предпазни въжета по най-стръмните и опасни участъци преди лагер 2, а украинска експедиция довършва парапетите до него. Престоите в базовия лагер се разнообразяват от наблюдения над растенията и животните в околността. В тази фаза на подготовката поради възникнали служебни задължения Слави Несторов напуска Гашербрум II. Между 8 и 12 юли Боян Петров се отправя в първа атака, прекратена на височина 7910 m по причина на изтощение от газене на сняг и напредващо време. Следват дни почивка. На 22 юли тръгва в нова атака от щурмовия лагер заедно с френски и бразилски алпинист. В снежно и бурно време достига най-високата точка на Гашербрум II, последните метри към която сега за разлика от 2009 г. са обезопасени с въже. Връщайки се в лагер 2 открива, че някой е откраднал седалката му, поради което слизането през най-стръмните участъци става с напрягащо и всяващо страх обратно катерене. Макар и ненапълно преодолял последствията на катастрофата, той отбелязва: „При качването на Гашербрум никоя от травмите не се прояви в степен, че да ме спре“.

#### Дхаулагири
На 20 август след кратко възстановяване в България Боян Петров заминава за десетия си и последен успешно изкачен осемхилядник, Дхаулагири (8167 m) в Хималаите, Непал. Пристигането в базовия лагер преминава без извънредни събития, но мусонният сезон все още не е отминал и планините са покрити с мъгли. Въпреки това на 1 септември той потегля сам нагоре и се ориентира по поставените от шерпи бамбукови флагове и осигурителни въжета. Условията са необичайни за него, на 6500 m височина вали дъжд, който наводнява палатката му. На 3 септември стига до 7135 m и се отправя обратно към базовия лагер. След 7 септември времето се изяснява, аклиматизацията приключва и започва първият опит за сезона. Последователно изгражда лагер 1 (5950 m), лагер 2 (6666 m) и лагер 3 (7260 m), без да срещне особени затруднения, като носи всичко необходимо със себе си и не оставя в тях палатка, провизии и гориво. В деня на атаката, 15 септември, се откъсва пред останалите алпинисти, но поради непознаване на терена се налага да слиза от 8055 m до 7850 m, за да може да навлезе в кулоар, позволяващ изкачване на върха. Склонът в него се оказва затрупан с дълбок сняг, преодолим с трудно и бавно газене. След съвещание, отчитайки късния час и намаляващата видимост, всички катерещи се вземат решение да се откажат и върнат обратно. На слизане Боян Петров оставя основната екипировка между лагери 1 и 2 на около 6000 m, за да тръгне при следващия опит натоварен само с храна и гориво. Поредният прозорец с добро време се отваря около 26 септември и почти всички в базовия лагер тръгват към върха. В по-ниските части новонавалелият сняг е много, ала над 7000 m ветровете са го отнесли и са оголили твърдия фирн. На 29 септември Боян Петров тръгва в атака заедно с двама италианци. Времето е ясно и слънчево, но кулоарът, по който традиционно се възлиза на върха, се оказва непроходим заради надвиснали по ръба му козирки. Откъснал се далеч напред, Боян Петров стига до последния възможен кулоар и установява, че минаването през него е възможно. В 13:10 ч. е на най-високата точка. И през тази година, както и през 2014, той катери успешно с метална пластина в счупения през предната година крак.
С достигането на Дхаулагири на 29 септември 2017 г. Боян Петров става българският височинен алпинист с най-много изкачени върхове над 8000 метра, общо 10. Той записва в кариерата си и най-много първи български изкачвания на осемхилядници, общо 4, включващи Гашербрум I, Кангчендзьонга, К2 и Манаслу.

### „Княжевски подход към върховете“
Развива свой метод за физическа подготовка, съобразен с личните му потребности и изкачванията на осемхилядници. От 2000 г. тренира между минералния извор при колелото на трамвай №5 в квартал „Княжево“ и местността Копитото на 1347 m, като изкачва дължина от 2,5 km със 750 m денивелация в просеката на изоставения кабинков лифт. Първоначално го използва само два или три месеца преди големи експедиции, но впоследствие започва да поддържа формата си постоянно, във всяка част на денонощието, през всеки сезон и при всякакви метеорологични условия. Тренировките за издръжливост включват преходи до Черни връх на 2290 m височина. Натоварването се увеличава чрез изкачвания с водна тежест в раницата. Редовно се подготвя и на Комините, Резньовете, Скакавица, Седемте езера, Мальовица, Мусала, Вихрен, Северния Джендем. В книгата си „Първите седем“ описва и поднася системата си във вид на указания, предназначени за начинаещи планинари. Заключителната част на книгата представлява подробен наръчник по цялостно организиране на експедиции до върхове с височини над 7000 m, започващ от намирането на средства и стигащ до тактиките на атаките и слизанията, в който са включени и много сведения за личните опит, екипировка и етика на Боян Петров.

### Срещи със смъртта
В почти трите десетилетия на занимания с алпинизъм Боян Петров много пъти се среща със смъртта, причинявана от това увлечение. През 1994 г. при наблюдение на скални гнезда на белоопашат мишелов пада фатално Румен Тодоров, негов приятел и състудент. София Фотева, партньор и водач в първите изкачвания в Алпите, загива през 1999 г. при падане на скалния венец Вражите дупки край Гара Лакатник. В началото на 2003 г. на слизане след катерене по северната стена на Вихрен при спасителна акция в ръцете му издъхва алпинистът Милен Милчев, подхлъзнал се по ръба Джамджиеви скали. В подножието на връх Ленин през лятото на същата година намира човешки останки, раница и палатка от 50-те години на 20 век. По ледника около базовия лагер под К2 през 2005 г. открива разкъсани остатъци от височинни палатки, обувки, якета и човешки кости, като според статистиката към този момент по склоновете на върха има над 55 трупа. В началото на 2007 г. пътува до Швейцария, за да разпознае телата на трима млади български алпинисти, паднали при изкачване на Матерхорн. Янко Голомехов, алпинист ветеран, от когото Боян Петров се учи да катери през 1990-те, умира през 2008 г. след срутване на камъни при катерене на скалите до село Боженица. При първия опит на Гашербрум II през 2009 г. в щурмовия лагер 3 на 7300 m спи в палатката на изчезнал седмица по-рано испанец и търси следи от него по склоновете край маршрута. По време на изкачването на Кангчендзьонга през 2014 г. под съседен връх заедно с двамата ѝ шерпи загива индийска алпинистка, с която дели обща палатка в базовия лагер. По-късно през същата година при атаката на Броуд Пик минава край тялото на полски алпинист, починал при първото успешно зимно качване, а преди атаката на К2 в щурмовия лагер 4 в съседна на неговата палатка постепенно замръзва тялото на испанец, издъхнал от изтощение предната нощ. Ден след слизането от Манаслу през 2015 г. в лагер 4 от височинна болест с белодробен оток умира австриец. До базовия лагер под Макалу през 2016 г. Боян Петров лети с хеликоптер, в който веднага след пристигането му е натоварен испански алпинист в много тежко състояние с остра форма на белодробен оток.

## Изчезване
През пролетния сезон на 2018 г. Боян Петров се отправя към най-ниския осемхилядник Шиша Пангма (8027 m) като подготовка за изкачване на най-високия Еверест (8848 m) от северната му китайска страна. На 29 април започва самостоятелен опит за изкачване на върха, без да носи със себе си сателитен телефон. Метеорологичните условия са неблагоприятни. За последен път е видян с бинокъл от базовия лагер на 3 май, когато се придвижва към разположения на над 7000 метра лагер 3. На 5 май украински алпинисти и шерпи откриват палатката и спалния му чувал навяти от сняг в лагер 3 на височина около 7350 метра. На 6 май българското посолство в Пекин е уведомено, че Боян Петров е в неизвестност от 3 дни. Алпинистът е обявен за изчезнал. Организират се опити за издирването му, възпрепятствани от лошо време. На 16 май 2018 г. издирването е прекратено, без Боян Петров да бъде открит. Остават неизяснени ред обстоятелства както за движението му по маршрута, така и за точните височини и места, на които колеги алпинисти и спасителни екипи намират следи от него.

## Памет
През 2022 г. на Боян Петров е наречена улица в квартал „Манастирски ливади“ и жилищен комплекс „Манастирски ливади“ в София (Карта).

## Изкачвания на върхове над 5000 метра
От 2000 г. е изкачил 21 върха над 5000 метра.
| Година и дата | Връх           | Височина | Планина        | Държава     | Бележки |
| ------------- | -------------- | -------- | -------------- | ----------- | --- |
| 2000-08-30    | Арарат         | 5137 m   | Арменско плато | Турция      | По класическия маршрут |
| 2001-07-26    | Броуд пик      | 8051 m   | Каракорум      | Пакистан    | По класическия маршрут; до 7300 m |
| 2001-08-15    | Демавенд       | 5671 m   | Алборз         | Иран        | По класическия маршрут |
| 2003-08-01    | Ленин          | 7134 m   | Памир          | Киргизстан  | По класическия маршрут през връх Разделни |
| 2004-01-19    | Аконкагуа      | 6962 m   | Анди           | Аржентина   | От базов лагер „Plaza Argentina“ по т. нар. „False Polish Glacier Traverse“                                                                      |
| 2004-07-02    | Денали         | 6195 m   | Кордилери      | САЩ         | Траверс по горната част на Западното ребро и Западния ръб                                                                                        |
| 2004-08-31    | Елбрус         | 5642 m   | Кавказ         | Русия       | По класическия маршрут |
| 2005-07-22    | К2 (Чогори)    | 8611 m   | Каракорум      | Пакистан    | По реброто Абруци; до 8200 m |
| 2007-08-06    | Кан Тенгри     | 7010 m   | Тяншан         | Казахстан   | По маршрута на В. Соломатов през рамото на пик Чапаев от север                                                                                   |
| 2009-02-13    | Ухуру          | 5895 m   | Килиманджаро   | Танзания    | По маршррут „Умбве“ |
| 2009-02-23    | Маргарита      | 5109 m   | Стенли         | Уганда      | От хижа „Джон Мате“ |
| 2009-03-03    | Батиан         | 5199 m   | Кения          | Кения       | От лагер „Макиндер“ по югоизточната стена на Нелион до 5100 m                                                                                    |
| 2009-07-26    | Гашербрум I    | 8080 m   | Каракорум      | Пакистан    | По класическия маршрут; първо българско изкачване                                                                                                |
| 2009-07-26    | Гашербрум II   | 8035 m   | Каракорум      | Пакистан    | По класическия маршрут; до 8030 m |
| 2010-08-01    | Корженевская   | 7105 m   | Памир          | Таджикистан | От базов лагер „Москвина“ по маршрут „Цетлин“ |
| 2010-08-11    | Исмаил Сомони  | 7495 m   | Памир          | Таджикистан | От базов лагер „Москвина“ през реброто „Бородкин“                                                                                                |
| 2014-05-20    | Кангчендзьонга | 8586 m   | Хималаи        | Непал       | По класическия маршрут от южния базов лагер; първо българско изкачване                                                                           |
| 2014-07-23    | Броуд пик      | 8051 m   | Каракорум      | Пакистан    | По класическия маршрут |
| 2014-07-31    | К2 (Чогори)    | 8611 m   | Каракорум      | Пакистан    | По реброто Абруци; първо българско изкачване |
| 2015-09-30    | Манаслу        | 8163 m   | Хималаи        | Непал       | По класическия маршрут; първо българско изкачване                                                                                                |
| 2016-04-30    | Анапурна I     | 8091 m   | Хималаи        | Непал       | По класическия маршрут |
| 2016-05-23    | Макалу         | 8485 m   | Хималаи        | Непал       | По класическия маршрут |
| 2016-07-25    | Нанга Парбат   | 8126 m   | Хималаи        | Пакистан    | По маршрута на Кинсхофер по Диамирския склон |
| 2017-07-22    | Гашербрум II   | 8035 m   | Каракорум      | Пакистан    | По класическия маршрут |
| 2017-09-29    | Дхаулагири     | 8172 m   | Хималаи        | Непал       | По класическия маршрут |
| 2018-05-03    | Шиша Пангма    | 8027 m   | Хималаи        | Китай       | По класическия маршрут; в неизвестност при опит за изкачване; за последен път е видян на 3 май; палатката му е открита в лагер 3 на около 7350 m |

## Публикации
Боян Петров е автор на множество научни и научнопопулярни публикации, както на български, така и на английски език:
- Петров, Б. Псевдоскорпионите //  Природа и знание 6.   1994. с. 18 – 19.
- Ivanova, T., Stoev, P., Petrov, B. Brachytarsina flavipenis Maquart, 1851 (Diptera, Streblidae) member of a new family for the Bulgarian fauna. //  Historia naturalis bulgarica 5.   1995. с. 25 – 26.
- Beshkov, S., Petrov, B. A Catalogue of the Bulgarian Lepidoptera species reported and collected from the caves and galleries in Bulgaria (Insecta: Lepidoptera) //  Atalanta 27 (1/2).   1996. с. 433 – 448.
- Petrov, B. A review of Bulgarian pseudoscorpions (Arachnida, Pseudoscorpionida) //  Proc. 16-th Europ. Coll. Arachnol..   1997. с. 261 – 269.
- Петров, Б. Експедиция на НПМ в Северна Гърция //  Historia naturalis bulgarica 12.   2000. с. 70.
- Petrov, B. Cheiridiidae H. J. Hansen (Arachnida: Pseudoscorpiones), a new family for the fauna of Bulgaria //  Historia naturalis bulgarica 11.   2000. с. 61 – 64.
- Petrov, B., Lazarov, S. Steatoda triangulosa (Walckenaer, 1802) feeding on a European Blind snake //  Newsl., Br. Arachnol. Soc. 88.   2000. с. 9 – 10.
- Иванова, Т., Петров, Б. Нов етап от проучванията върху прилепите (Chiroptera) в България //  Historia naturalis bulgarica 13.   2001. с. 88.
- Петров, Б. Боздаг предлага спелеология, катерене по лед и още много outdoor-атракции //  На ръба 3.   2001. с. 42 – 43.
- Петров, Б. Отново български зоолог в Каракорум //  Historia naturalis bulgarica 13.   2001. с. 52.
- Петров, Б. С камион до Пакистан //  На ръба 10.   2001. с. 30 – 35.
- Петров, Б. Прилепи (Mammalia: Chiroptera) в Кресненския пролом //  В: Биоразнообразие на Кресненския пролом. Берон, П., ред., Национален природонаучен музей и Институт по зоология при БАН.   2001. с. 325 – 330.
- Петров, Б. Псевдоскорпиони (Arachnida: Pseudoscorpiones) от Кресненския пролом //  В: Биоразнообразие на Кресненския пролом. Берон, П., ред., Национален природонаучен музей и Институт по зоология при БАН.   2001. с. 69 – 73.
- Петров, Б., Бешков, В. Земноводни (Amphibia) и влечуги (Reptilia) в Кресненския пролом //  В: Биоразнообразие на Кресненския пролом. Берон, П., ред., Национален природонаучен музей и Институт по зоология при БАН.   2001. с. 297 – 303.
- Петров, Б., Стоев, П., Бешков, В. Преглед на видовия състав и разпространението на земноводните (Amphibia) и влечугите (Reptilia) в Източните Родопи //  Historia naturalis bulgarica 13.   2001. с. 127 – 153.
- Петров, Б. Интересни наблюдения на сови в Пирин //  За птиците, БДЗП 2.   2002. с. 7.
- Петров, Б., Берон, П. Преглед на високопланинската безгръбначна пещерна фауна на Северен Пирин //  В: Личков, И., Делчев, П. – съставители. Пирин – пещери и пропасти, Каменитица, Баюви дупки.   2002. с. 29 – 30.
- Petrov, B., Hristova, S., Hristov, H. First record of the Cat snake Telescopus fallax Fleischmann, 1831 (Reptilia: Serpentes) in the Eastern Rhodopes Mt., Bulgaria //  Historia naturalis bulgarica 15.   2002. с. 143 – 146.
- Benda, P., Ivanova, T., Horacek, I., Hanak, Vl., Cerveny, J., Gaisler, J., Gueorguieva, A., Petrov, B., Vohralik, Vl. Bats (Mammalia: Chiroptera) of the Eastern Mediterranean. Part 3. Review of bat distribution in Bulgaria //  Acta Soc. Zool. Bohem. 67.   2003. с. 245 – 357.
- Deltshev, C., Lazarov, S., Petrov, B. A Contribution to the Study of Spiders (Araneae) from the Caves of Bulgaria //  Acta zoologica bulgarica 55 (2).   2003. с. 9 – 28.
- Петров, Б. Водната стихия ‘Игуасу’ //  Капитал Light 33.   2004. с. 20 – 21.
- Петров, Б. Експедиция ‘Памир 2003’ зоологични наблюдения и сборове //  Historia naturalis bulgarica 16.   2004. с. 68.
- Петров, Б. Стъпка по стъпка към високото синьо небе //  Капитал Light 9.   2004. с. 24 – 25.
- Beron, P., Petrov, B., Stoev, P. The invertebrate cave fauna of the Eastern Rhodopes (Bulgaria and Greece) //  _Beron, P., Popov, A. (eds). Biodiversity of Bulgaria. 2. Biodiversity of Eastern Rhodopes (Bulgaria and Greece). Pensoft & Nat. Mus. Natur. Hist., Sofia.   2004. с. 791 – 822.
- Guéorguiev, B., Petrov, B. Second species of genus Troglorrhynchus F. Schmidt (Coleoptera: Curculionidae: Otiorrhynchinae) in the Bulgarian Eastern Rhodopes //  _Beron, P., Popov, A. (eds). Biodiversity of Bulgaria. 2. Biodiversity of Eastern Rhodopes (Bulgaria and Greece). Pensoft & Nat. Mus. Natur. Hist., Sofia.   2004. с. 453 – 462.
- Petrov, B. Research on bats in forests: sharing the experience from Bulgaria and the knowledge from Central Europe //  Eurobatchat 11.   2004. с. 5.
- Petrov, B. The false scorpions (Arachnida: Pseudoscorpiones) of the Eastern Rhodopes (Bulgaria and Greece) //  _Beron, P., Popov, A. (eds). Biodiversity of Bulgaria. 2. Biodiversity of Eastern Rhodopes (Bulgaria and Greece). Pensoft & Nat. Mus. Natur. Hist., Sofia.   2004. с. 153 – 166.
- Petrov, B. The herpetofauna (Amphibia and Reptilia) of the Eastern Rhodopes (Bulgaria and Greece) //  _Beron, P., Popov, A. (eds). Biodiversity of Bulgaria. 2. Biodiversity of Eastern Rhodopes (Bulgaria and Greece). Pensoft & Nat. Mus. Natur. Hist., Sofia.   2004. с. 863 – 879.
- Schunger, I., Dietz, Ch., Merdschanova, D., Merdschanov, S., Christov, K., Borissov, I., Staneva, S., Petrov, B. Swarming of bats (Chiroptera, Mammalia) in the Vodnite Dupki Cave (Central Balkan National Park, Bulgaria) //  Acta zoologica bulgarica 56 (3).   2004. с. 323 – 330.
- Петров, Б. Два месеца под върха на върховете //  Одисей 11 (50).   2005. с. 46 – 49.
- Петров, Б. Оцеляване в Аляска //  Одисей 1 (40).   2005. с. 84 – 87.
- Делчев, Х., Петров, Б., Митов, П. Фаунистично разнообразие на клас Arachnida (non Acari) в България – състояние, значение и перспективи //  В: Петрова, А. (ред.), Съвременно състояние на биоразнообразието в България – проблеми и перспективи. Българска биоплатформа, София.   2005. с. 129 – 152.
- Petrov, B. Distribution and status of Myotis bechsteinii in Bulgaria (Chiroptera: Vespertilionidae) //  Lynx n.s., Praha 37.   2006. с. 179 – 195.
- Petrov, B. EUROBATS for the bats of Bulgaria //  EUROBATS Secretariat, Bonn, Germany.   2006. с. 40 – 43.
- Petrov, B. Lacerta mosorensis Kolombatovic, 1886 new to the herpetofauna of Albania //  Herpetozoa 19 (1/2).   2006. с. 92 – 93.
- Petrov, B., Tzankov, N., Strijbosch, H., Popgeorgiev, G., Beshkov, V. The herpetofauna (Amphibia & Reptilia) of the Western Rhodopes mountain (Bulgaria and Greece) //  _Beron, P. (ed.). Biodiversity of Bulgaria, 3. Biodiversity of Western Rhodopes (Bulgaria and Greece). Pensoft & Nat. Mus. Natur. Hist., Sofia.   2006. с. 863 – 913.
- Петров, Б. А у тебя какой разряд? //  вестник 7 Дни Спорт бр. 4789.   29 август 2007. с. 22.
- Бисерков, В. (ред.), Наумов, Б., Цанков, Н., Стоянов, А., Петров, Б., Добрев, Д., Стоев, П. Определител на земноводните и влечугите в България.   София, Зелени Балкани, 2007. с. 196.
- Димитров, М., Хубенов, З., Бешков, С., Златков, Б., Стефанов, Т., Цанков, Н., Шурулинков, П., Петров, Б., Лазаров, С., Дончева, Н., Димова, Д. Ръководство за планиране на дейности в земи и гори от горския фонд в НАТУРА 2000 защитени зони.   София, Фар, 2007. с. 70.
- Petrov, B. Amphibians and Reptiles of Bulgaria: fauna, vertical distribution, zoogeography, and conservation //  _Fet, V., Popov, A. (eds), Biogeography and Ecology of Bulgaria, Springer.   2007. с. 85 – 107.
- Petrov, B., Stahlavsky, F. New species of pseudoscorpions (Arachnida: Pseudoscorpiones) for the fauna of Bulgaria //  Historia naturalis bulgarica 18.   2007. с. 15 – 27.
- Петров, Б., Стоев, П. Подземният свят на Родопите. – Програма за развитие на ООН – Проект, Глобален екологичен фонд, проект Родопи’.   Държавна агенция по горите, Министерство на земеделието и продоволствието, 2007. с. 86.
- Петров, Б. Прилепите – методика за изготвяне на оценка за въздействието върху околната среда и оценка за съвместимост. Наръчник за възложители и експерти в областта на околната среда.   София, Национален природонаучен музей – БАН, 2008. с. 88.
- Петров, Б. Хан Тенгри – господарят на небето //  Одисей 4 (79).   2008. с. 66 – 69.
- Deltshev, C., Petrov, B. The Spiders (Araneae) in the Caves of the Western Rhodope Mountains (Bulgaria) //  Acta zoologica bulgarica 60 (1).   2008. с. 41 – 50.
- Kerth, G., Petrov, B., Conti, A., Anastasov, D., Weishaar, M., Gazaryan, S., Jaquiéry, J., König, B., Perrin, N., Bruyndonckx, N. Communally breeding Bechstein’s bats have a stable social system that is independent from the post-glacial history and location of the populations //  Molecular Ecology 17.   2008. с. 2368 – 2381.
- Petrov, B. Bats – methodology for environmental impact assessment and appropriate assessment. A manual for developers, environmental experts and planning authorities.   National Museum of Natural History-BAS, 2008. с. 88.
- Stoyanov, G. P., Ivanova, T., Petrov, B. P., Gueorguieva, A. Past and Present Breeding Distribution of the Alpine Chough (Pyrrhocorax graculus) in Western Stara Planina and Western Predbalkan Mts. (Bulgaria) //  Acta zoologica bulgarica 2.   2008. с. 119 – 132.
- Петров, Б. Господарят на дъжда //  Одисей 7 (94).   2009. с. 75 – 80.
- Петров, Б. Дъхът на ледника //  Капитал Light 41.   2009. с. 18.
- Петров, Б. Имат ли права прилепите? //  Бизнес и екология 2.   2010. с. 26 – 27.
- Петров, Б. Осмото чудо на света //  Капитал Light 1.   2010. с. 12 – 13.
- Петров, Б. Прилепите – забулените тайни на нощта //  GEO България.   февруари 2010.
- Westerstom, A., Petrov, B., Tzankov, N. Envenoming following bites by the Balkan adder Vipera berus bosniensis – First documented case series from Bulgaria //  Toxicon 56.   2010. с. 1510 – 1515.
- Beron, P., Petrov, B., Stoev, P. The invertebrate cave fauna of the Western Rhodopes (Bulgaria and Greece) //  _Beron, P. (ed.). Biodiversity of Bulgaria, 4. Biodiversity of Western Rhodopes (Bulgaria and Greece). Pensoft & Nat. Mus. Natur. Hist., Sofia.   2011. с. 583 – 661.
- Petrov, B., von Helversen, O. Bats (Mammalia: Chiroptera) of the Western Rhodopes mountain (Bulgaria & Greece) //  _Beron, P. (ed.). Biodiversity of Bulgaria, 4. Biodiversity of Western Rhodopes (Bulgaria and Greece). Pensoft & Nat. Mus. Natur. Hist., Sofia.   2011. с. 525 – 581.
- Langourov, M., Lazarov, S., Stoev, P., Guéorguiev, B., Deltshev, C., Petrov, B., Andreev, S., Simov, N., Bekchiev, R., Antonova, V., Ljubomirov, T., Dedov, I., Georgiev, D. New and interesting records of the MSS and cave fauna of Vitosha Mt., Bulgaria //  Proceedings of Balkan Speleological Conference 'Sofia’2014', Sofia, Bulgaria, 28 – 30 март 2014. Caving Club 'Helictite' – Sofia.   2014. с. 66 – 76.
- Petrov, B., Alexandrova, I., Karadakov, V., Georgieva, T., Toshkova, N., Zhelyazkova, V. Bats (Mammalia: Chiroptera) in Ponor Special Protection Area (Natura 2000), Western Bulgaria: Species Diversity and Distribution //  Acta zoologica bulgarica 65 (Suppl. 5).   2014. с. 117 – 128.
- Цанков, Н. Д., Попгеоргиев, Г. С., Наумов, Б. Я., Стоянов, А. Й., Корнилев, Ю. В., Петров, Б. П., Дюгмеджиев, А. В., Вергилов, В. С., Драганова, Р. Д., Луканов, С. П., Вестерстрьом, А. Е. Определител на земноводните и влечугите в природен парк Витоша.   София, Дирекция на Природен парк Витоша, 2014. с. 248.
- Savev, S., Borisov, M., Bekchiev, R., Kostova, R., Tsankov, N., Shurulinkov, P., Petrov, B. Old forests in Strandja Nature Park – conservation and sustainable management.   Malko Tarnovo, Directorate of Strandja Nature Park, 2015. с. 200.
- Петров, Б. Първите седем.   София, Вакон, 2017. ISBN 9786197300086. с. 288.